# Lohnarbeit und Kapital
Lohnarbeit und Kapital ist eine erstmals 1849 veröffentlichte Schrift von Karl Marx.

## Veröffentlichungsgeschichte
Dem Text liegen nach Friedrich Engels Vorträge zugrunde, die Marx 1847 im deutschen Arbeiterverein in Brüssel hielt. Erstmals veröffentlicht wurde der fragmentarische Text in Form von fünf Leitartikeln in der von Marx herausgegebenen Neuen Rheinische Zeitung zwischen dem 5. und 11. April 1849. Aufgrund der politischen Verhältnisse musste die Veröffentlichung der Serie unterbrochen werden, eine Fortsetzung des Manuskriptes war im Nachlass von Marx nicht auffindbar. Der in der Neuen Rheinische Zeitung veröffentlichte Text erschien später in verschiedenen, weitgehend unveränderten Einzeldrucken, beispielsweise 1884 in Zürich. 1891 wurde in Berlin eine von Engels überarbeitete Fassung (beispielsweise wurde der Begriff „Arbeit“ durch „Arbeitskraft“ ersetzt) mit einem Vorwort in einer Auflage von 10.000 Stück veröffentlicht. Im Marxists Internet Archive ist die Schrift in 16 Sprachen verfügbar. Im Onlinekatalog der Deutschen Nationalbibliothek finden sich etwa 140 Veröffentlichungen der Schrift von 1891 bis 2002.

## Inhalt

### 1. Artikel vom 5. April
Einleitung und Überblick

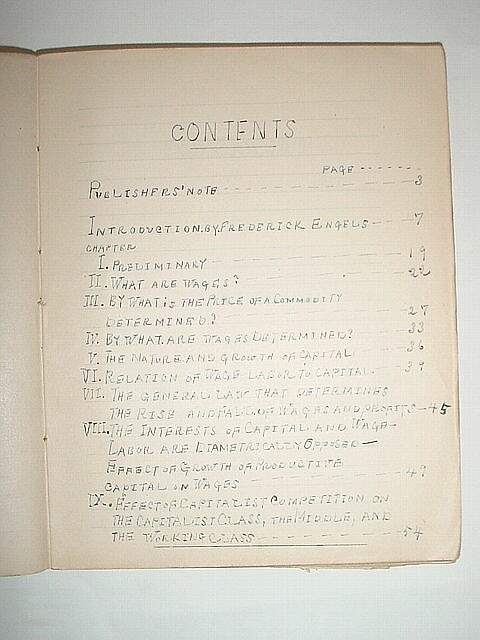
Inhaltsverzeichnis der englischsprachigen Fassung aus dem Nachlass von Toshihiko Sakai, handschriftlich

Marx beginnt den Artikel mit der Bemerkung, dass von unterschiedlichen Seiten kritisiert wurde, dass die ökonomischen Verhältnisse, welche die Grundlage der National- und Klassenkämpfe bilden sollen, bisher nicht ausreichend dargestellt wurden. Die Artikelreihe soll nun allgemein verständlich jene ökonomischen Verhältnisse darstellen, welche die „Existenz der Bourgeoisie und ihre Klassenherrschaft“ wie „die Sklaverei der Arbeiter“ begründet. Dabei soll in drei großen Abteilungen dargestellt werden:
1. „das Verhältnis der Lohnarbeit zum Kapital, die Sklaverei des Arbeiters, die Herrschaft des Kapitalisten“,
2. „den unvermeidlichen Untergang der mittleren Bürgerklassen und des Bauernstandes unter dem jetzigen Systeme“,
3. „die kommerzielle Unterjochung und Ausbeutung der Bourgeoisklassen der verschiedenen europäischen Nationen durch den Despoten des Weltmarkts – England.“

Was ist der Arbeitslohn? Wie wird er bestimmt?
Die erste Frage ist nach Marx, was der Arbeitslohn sei und wie er bestimmt werde. Nach Marx ist der Arbeitslohn die Summe Geld, „die der Kapitalist für eine bestimmte Arbeitszeit oder für eine bestimmte Arbeitslieferung zahlt.“ Mit dem Geld, womit der Kapitalist Arbeitskraft kauft, „z. B. mit 2 Mark, hätte er 2 Pfund Zucker oder irgendeine andre Ware zu einem bestimmten Belauf kaufen können.“ Die Arbeitskraft ist nach Marx eine Ware, „nicht mehr, nicht minder als der Zucker. Die erste mißt man mit der Uhr, die andre mit der Waage.“ Die Arbeitskraft tauschen die Arbeiter in einem bestimmten Verhältnis „gegen die Ware des Kapitalisten aus, gegen das Geld“.
„[Die Höhe des Lohns drückt] also das Verhältnis aus, worin die Arbeitskraft gegen andre Waren ausgetauscht wird, den Tauschwert [der] Arbeitskraft. Der Tauschwert einer Ware, in Geld abgeschätzt, heißt eben ihr Preis. Der Arbeitslohn ist also nur ein besondrer Name für den Preis der Arbeitskraft. … Der Kapitalist kauft mit einem Teil seines vorhandnen Vermögens, seines Kapitals, die Arbeitskraft des Webers ganz so, wie er mit einem andern Teil seines Vermögens den Rohstoff – das Garn – und das Arbeitsinstrument – den Webstuhl – angekauft hat. … Der Arbeitslohn ist also nicht ein Anteil des Arbeiters an der von ihm produzierten Ware. Der Arbeitslohn ist der Teil schon vorhandner Ware, womit der Kapitalist eine bestimmte Summe produktiver Arbeitskraft an sich kauft.“
Die Arbeitskraft sei also eine Ware, die ihr Eigentümer, der Lohnarbeiter, an das Kapital verkauft. Es stelle sich nun die Frage, warum er seine Arbeitskraft verkaufe? Nach Marx ist die Antwort einfach: „Um zu leben.“ Der Arbeiter verkaufe seine Lebenstätigkeit „an einen Dritten, um sich die nötigen Lebensmittel zu sichern. Seine Lebenstätigkeit ist für ihn also nur ein Mittel, um existieren zu können. Er arbeitet, um zu leben.“ Marx endet mit der Feststellung:
„Der Arbeitslohn ist, wie wir gesehn haben, der Preis einer bestimmten Ware, der Arbeitskraft. Der Arbeitslohn wird also durch dieselben Gesetze bestimmt, die den Preis jeder andern Ware bestimmen. Es fragt sich also, wie wird der Preis einer Ware bestimmt?“

### 2. Artikel vom 6. April
Wodurch wird der Preis einer Ware bestimmt?
Es finde eine Konkurrenz zwischen den Verkäufern einer gleichen Ware statt, welche den Preis der Ware drücke, und es finde eine Konkurrenz zwischen den Käufern statt, welche den Preis hebe. Ebenso finde eine Konkurrenz zwischen Verkäufern und Käufern statt, dessen Resultat durch die Konkurrenz in den Gruppen bestimmt wird. „Die Industrie führt zwei Heeresmassen gegeneinander ins Feld, wovon eine jede in ihren eignen Reihen zwischen ihren eignen Truppen wieder eine Schlacht liefert. Die Heeresmasse, unter deren Truppen die geringste Prügelei stattfindet, trägt den Sieg über die entgegenstehende davon.“
Wenn die Zufuhr einer Ware schwächer als ihre Nachfrage ist, findet nur „eine geringe oder gar keine Konkurrenz unter den Verkäufern statt. In demselben Verhältnis, wie diese Konkurrenz abnimmt, wächst die Konkurrenz unter den Käufern. Resultat: Mehr oder minder bedeutendes Steigen der Warenpreise. Es ist bekannt, daß der umgekehrte Fall mit umgekehrtem Resultat häufiger stattfindet. Bedeutender Überschuß der Zufuhr über die Nachfrage: verzweifelte Konkurrenz unter den Verkäufern; Mangel an Käufern: Losschlagen der Waren zu Spottpreisen.“
Wenn der Preis nun durch das Verhältnis von Nachfrage und Angebot bestimmt wird, wodurch wird das Verhältnis von Nachfrage und Zufuhr bestimmt?
Maß des Gewinns; Produktionskosten
Erhält man im Austausch einer Ware eine Summe von Waren zurück, deren Herstellung weniger gekostet hat, so hat man gemeinhin „verloren“. Erhält man im Austausch gegen eine Ware eine Summe von andern Waren zurück, deren Herstellung mehr gekostet hat, so hat man „gewonnen“. Das Fallen oder Steigen des Gewinns berechnet man demnach „nach den Graden, worin der Tauschwert einer Ware unter oder über Null – der Produktionskosten – steht.“
Steigt der Preis einer Ware, so ist der Preis aller „andern Waren, die auf ihren alten Preisen stehngeblieben sind“, im Verhältnis gefallen.
„Was wird die Folge des steigenden Preises einer Ware sein? Eine Masse von Kapitalien wird sich auf den blühenden Industriezweig werfen … Umgekehrt. Fällt der Preis einer Ware unter ihre Produktionskosten, so werden sich die Kapitale von der Produktion dieser Ware zurückziehen. … Wir sehn, wie die Kapitale beständig aus- und einwandern, aus dem Gebiete der einen Industrie in das der andern. Der hohe Preis bringt eine zu starke Einwanderung und der niedrige Preis eine zu starke Auswanderung hervor. … Wir haben soeben gesehn, wie die Schwankungen der Zufuhr und Nachfrage den Preis einer Ware immer wieder auf die Produktionskosten zurückführen.“
„Die Bestimmung des Preises durch die Produktionskosten“ ist nach Marx „gleich der Bestimmung des Preises durch die Arbeitszeit, die zur Herstellung einer Ware erforderlich ist, denn die Produktionskosten bestehen aus 1. Rohstoffen und Verschleiß von Instrumenten, d. h. aus Industrieprodukten, deren Herstellung eine gewisse Summe von Arbeitstagen gekostet hat, die also eine gewisse Summe von Arbeitszeit darstellen, und 2. aus unmittelbarer Arbeit, deren Maß eben die Zeit ist.“
Produktionskosten der Arbeitskraft
Nach Marx regeln dieselben Gesetze, welche den Preis der Waren im Allgemeinen regeln, auch den Arbeitslohn. Der Arbeitslohn bewege sich nach dem Verhältnis von Nachfrage und Zufuhr, „je nachdem sich die Konkurrenz zwischen den Käufern der Arbeitskraft, den Kapitalisten, und den Verkäufern der Arbeitskraft, den Arbeitern, gestaltet. Den Schwankungen der Warenpreise im Allgemeinen entsprechen die Schwankungen des Arbeitslohns. Innerhalb dieser Schwankungen aber wird der Preis der Arbeit bestimmt sein durch die Produktionskosten, durch die Arbeitszeit, die erforderlich ist, um diese Ware, die Arbeitskraft, hervorzubringen.“ Die Produktionskosten der Arbeitskraft seien jene „Kosten, die erheischt werden, um den Arbeiter als Arbeiter zu erhalten und um ihn zum Arbeiter auszubilden.“
Je weniger Bildungszeit eine Arbeit erfordere, desto geringer seien die Produktionskosten des Arbeiters, umso niedriger sein Arbeitslohn. In Industriezweigen, in denen fast gar keine Ausbildung erforderlich ist und „die bloße leibliche Existenz des Arbeiters genügt, beschränken sich die zu seiner Herstellung erforderlichen Produktionskosten fast nur auf die Waren, die erforderlich sind, um ihn am arbeitsfähigen Leben zu erhalten. Der Preis seiner Arbeit wird daher durch den Preis der notwendigen Lebensmittel bestimmt sein, “den „Existenz- und Fortpflanzungskosten des Arbeiters“ oder dem „Minimum des Arbeitslohns“.
„Einzelne Arbeiter, Millionen von Arbeitern, erhalten nicht genug, um existieren und sich fortpflanzen zu können; aber der Arbeitslohn der ganzen Arbeiterklasse gleicht sich innerhalb seiner Schwankungen zu diesem Minimum aus. Jetzt, nachdem wir uns verständigt haben über die allgemeinsten Gesetze, die den Arbeitslohn wie den Preis jeder anderen Ware regeln, können wir spezieller auf unsern Gegenstand eingehn.“

### 3. Artikel vom 7. April
Kapital als gesellschaftliches Produktionsverhältnis
In der Produktion wirken die Menschen nach Marx „nicht allein auf die Natur, sondern auch aufeinander,“ sie treten in bestimmte Verhältnisse zueinander. Nach der Art der Produktionsmittel werden die gesellschaftlichen Verhältnisse verschieden sein.
„Die gesellschaftlichen Verhältnisse, worin die Individuen produzieren, die gesellschaftlichen Produktionsverhältnisse ändern sich also, verwandeln sich mit der Veränderung und Entwicklung der materiellen Produktionsmittel, der Produktionskräfte. Die Produktionsverhältnisse in ihrer Gesamtheit bilden das, was man die gesellschaftlichen Verhältnisse, die Gesellschaft nennt, und zwar eine Gesellschaft auf bestimmter, geschichtlicher Entwicklungsstufe, eine Gesellschaft mit eigentümlichem, unterscheidendem Charakter. Die antike Gesellschaft, die feudale Gesellschaft, die bürgerliche Gesellschaft sind solche Gesamtheiten von Produktionsverhältnissen, deren jede zugleich eine besondre Entwicklungsstufe in der Geschichte der Menschheit bezeichnet.“
Auch das Kapital sei ein gesellschaftliches Produktionsverhältnis. „Es ist ein bürgerliches Produktionsverhältnis, ein Produktionsverhältnis der bürgerlichen Gesellschaft. … Das Kapital besteht nicht nur aus Lebensmitteln, Arbeitsinstrumenten und Rohstoffen, nicht nur aus materiellen Produkten; es besteht ebenso sehr aus Tauschwerten. Alle Produkte, woraus es besteht, sind Waren. Das Kapital ist also nicht nur eine Summe von materiellen Produkten, es ist eine Summe von Waren, von Tauschwerten, von gesellschaftlichen Größen.“
Voraussetzung für das Kapital
Damit eine Summe von Waren, von Tauschwerten, zu Kapital wird, müssen sie eine „selbständige gesellschaftliche Macht“ sein, das heißt als „Macht eines Teils der Gesellschaft“ sich erhalten und vermehren durch den „Austausch gegen lebendige Arbeitskraft. Die Existenz einer Klasse, die nichts besitzt als die Arbeitsfähigkeit, ist eine notwendige Voraussetzung des Kapitals. Die Herrschaft der aufgehäuften, vergangenen, vergegenständlichten Arbeit über die unmittelbare, lebendige Arbeit macht die aufgehäufte Arbeit erst zum Kapital.“
Verhältnis von Kapital und Lohnarbeit
Der Arbeiter entäußert im Austausch gegen Lebensmittel seine produktive Tätigkeit an den Kapitalisten, wobei der Arbeiter „der aufgehäuften Arbeit einen größern Wert gibt, als sie vorher besaß.“ Er habe seine produktive Tätigkeit nach Marx „für sich selbst verloren.“ Der Arbeiter produziere Kapital, er produziere Werte, „die von neuem dazu dienen, seine Arbeit zu kommandieren und vermittelst derselben neue Werte zu schaffen.“
„Das Kapital kann sich nur vermehren, indem es sich gegen Arbeitskraft austauscht, indem es Lohnarbeit ins Leben ruft. Die Arbeitskraft des Lohnarbeiters kann sich nur gegen Kapital austauschen, indem sie das Kapital vermehrt, indem sie die Macht verstärkt, deren Sklavin sie ist. Vermehrung des Kapitals ist daher Vermehrung des Proletariats, d. h. der Arbeiterklasse. … Das Kapital geht zu grunde, wenn es die Arbeitskraft nicht ausbeutet, und um sie auszubeuten, muß es sie kaufen. Je rascher sich das zur Produktion bestimmte Kapital, das produktive Kapital, vermehrt, je blühender daher die Industrie ist, je mehr sich die Bourgeoisie bereichert, je besser das Geschäft geht, um so mehr Arbeiter braucht der Kapitalist, um so teurer verkauft sich der Arbeiter. Die unerläßliche Bedingung für eine passable Lage des Arbeiters ist also möglichst rasches Wachsen des produktiven Kapitals. Aber was ist Wachstum des produktiven Kapitals? Wachstum der Macht der aufgehäuften Arbeit über die lebendige Arbeit. Wachstum der Herrschaft der Bourgeoisie über die arbeitende Klasse. Wenn die Lohnarbeit den sie beherrschenden fremden Reichtum, die ihr feindselige Macht, das Kapital, produziert, strömen ihr Beschäftigungs-, d. h. Lebensmittel von derselben zurück, unter der Bedingung, daß sie sich von neuem zu einem Teil des Kapitals macht, zum Hebel, der von neuem dasselbe in eine beschleunigte Bewegung des Anwachsens schleudert.
Solange der Lohnarbeiter Lohnarbeiter ist, hängt sein Los vom Kapital ab. Das ist die vielgerühmte Gemeinsamkeit des Interesses von Arbeiter und Kapitalist.“

### 4. Artikel vom 8. April
Gesellschaftliches Bedürfnis
Nach Marx entspringen unsere Bedürfnisse und Genüsse aus der Gesellschaft; „wir messen sie daher an der Gesellschaft; wir messen sie nicht an den Gegenständen ihrer Befriedigung. Weil sie gesellschaftlicher Natur sind, sind sie relativer Natur.“
„Ein Haus mag groß oder klein sein, solange die es umgebenden Häuser ebenfalls klein sind, befriedigt es alle gesellschaftlichen Ansprüche an eine Wohnung. Erhebt sich aber neben dem kleinen Haus ein Palast, und das kleine Haus schrumpft zur Hütte zusammen. … und es mag im Laufe der Zivilisation in die Höhe schießen noch so sehr, wenn der benachbarte Palast in gleichem oder gar in höherem Maß in die Höhe schießt, wird der Bewohner des verhältnismäßig kleinen Hauses sich immer unbehaglicher, unbefriedigter, gedrückter in seinen vier Pfählen finden.“
Obgleich die Genüsse des Arbeiters im Kapitalismus gestiegen sind, „ist die gesellschaftliche Befriedigung, die sie gewähren, gefallen im Vergleich mit den vermehrten Genüssen des Kapitalisten, die dem Arbeiter unzugänglich sind, im Vergleich mit dem Entwicklungsstand der Gesellschaft überhaupt.“
Arbeitslohn und Geldpreis
Der Geldpreis der Arbeit falle nach Marx nicht mit dem reellen Arbeitslohn zusammen, „das heißt mit der Summe von Waren, die wirklich im Austausch gegen den Arbeitslohn gegeben wird.“ Weder „der nominelle Arbeitslohn, d. h. die Geldsumme, wofür der Arbeiter sich an den Kapitalisten verkauft, noch der reelle Arbeitslohn, d. h. die Summe Waren, die er für dieses Geld kaufen kann, erschöpfen die im Arbeitslohn enthaltenen Beziehungen. Der Arbeitslohn ist vor allem noch bestimmt durch sein Verhältnis zum Gewinn, zum Profit des Kapitalisten – verhältnismäßiger, relativer Arbeitslohn.“ Der reelle Arbeitslohn drücke „den Preis der Arbeit im Verhältnis zum Preise der übrigen Waren aus, der relative Arbeitslohn dagegen den Preis der unmittelbaren Arbeit im Verhältnis zum Preise der aufgehäuften Arbeit.“
„Unterstellen wir z. B., alle Lebensmittel seien im Preise um 2/3 gesunken, während der Tagelohn nur um 1/3 sinke, also z. B. von 3 Francs auf 2. Obgleich der Arbeiter mit diesen 2 Francs über eine größere Summe von Waren verfügt, als früher mit 3 Francs, so hat dennoch sein Arbeitslohn im Verhältnis zum Gewinn des Kapitalisten abgenommen. Der Profit des Kapitalisten (z. B. des Fabrikanten) hat sich um 1 Franc vermehrt, d. h. für eine geringere Summe von Tauschwerten, die er dem Arbeiter zahlt, muß der Arbeiter eine größere Summe von Tauschwerten produzieren als früher. Der Wert des Kapitals im Verhältnis zum Wert der Arbeit ist gestiegen. Die Verteilung des gesellschaftlichen Reichtums zwischen Kapital und Arbeit ist noch ungleichmäßiger geworden. Der Kapitalist kommandiert mit demselben Kapital eine größere Quantität Arbeit. Die Macht der Kapitalistenklasse über die Arbeiterklasse ist gewachsen, die gesellschaftliche Stellung des Arbeiters hat sich verschlechtert, ist um eine Stufe tiefer unter die Kapitalisten herabgedrückt.“
Arbeitslohn und Profit
Nach Marx stehen Arbeitslohn und Profit in umgekehrter wechselseitiger Beziehung zueinander, der „Tauschwert des Kapitals, der Profit, steigt in demselben Verhältnis, worin der Tauschwert der Arbeit, der Taglohn, fällt, und umgekehrt.“
Nach Marx wird man vielleicht einwenden, „daß der Kapitalist gewinnen kann durch vorteilhaften Austausch seiner Produkte mit andern Kapitalisten, durch Steigen der Nachfrage nach seiner Ware, … daß der Profit des Kapitalisten sich also vermehren kann durch die Übervorteilung dritter Kapitalisten, unabhängig vom Steigen und Fallen des Arbeitslohns, des Tauschwerts der Arbeit, oder der Profit des Kapitalisten könne auch steigen durch Verbesserung der Arbeitsinstrumente, neue Anwendung der Naturkräfte usw.“ Nach Marx bleibe das Resultat dasselbe, „obgleich es auf umgekehrtem Wege herbeigeführt ist. … Der Kapitalist hat mit derselben Summe von Arbeit eine größere Summe von Tauschwerten erkauft, ohne deshalb die Arbeit höher bezahlt zu haben.“
Zudem erinnert Marx, dass „der Durchschnittspreis jeder Ware, das Verhältnis, worin sie sich gegen andere Waren austauscht, durch ihre Produktionskosten bestimmt ist. Die Übervorteilungen innerhalb der Kapitalistenklasse gleichen sich daher notwendig aus. Die Verbesserung der Maschinerie, die neue Anwendung von Naturkräften im Dienst der Produktion befähigen in einer gegebenen Arbeitszeit, mit derselben Summe von Arbeit und Kapital eine größere Masse von Produkten, keineswegs aber eine größere Masse von Tauschwerten zu schaffen. Wenn ich durch die Anwendung der Spinnmaschine noch einmal soviel Gespinst in einer Stunde liefern kann wie vor ihrer Erfindung, z. B. 100 Pfund statt 50, so erhalte ich für diese 100 Pfund nicht mehr Waren im Austausch zurück als früher für 50, weil die Produktionskosten um die Hälfte gefallen sind, oder weil ich mit denselben Kosten das doppelte Produkt liefern kann.“ Der Reinertrag der Kapitalistenklasse, sei es in einem Lande oder am ganzen Weltmarkt, „ist jedesmal nur die Summe, um welche die aufgehäufte Arbeit im großen und ganzen durch die lebendige Arbeit vermehrt worden ist. Diese Gesamtsumme wächst also in dem Verhältnis, worin die Arbeit das Kapital vermehrt, d. h. in dem Verhältnis, worin der Profit gegen den Arbeitslohn steigt.“
Nach Marx erkennt man nun, dass „innerhalb des Verhältnisses von Kapital und Lohnarbeit … die Interessen des Kapitals und die Interessen der Lohnarbeit sich schnurstracks gegenüberstehen.“ Eine rasche Zunahme des Kapitals sei gleich einer raschen Zunahme des Profits, der wiederum nur rasch zunehmen kann, wenn der Tauschwert der Arbeit, der relative Arbeitslohn ebenso rasch abnimmt. „Der relative Arbeitslohn kann fallen, obgleich der reelle Arbeitslohn gleichzeitig mit dem nominellen Arbeitslohn, mit dem Geldwert der Arbeit steigt, aber nur nicht in demselben Verhältnisse steigt wie der Profit. Steigt z. B. in guten Geschäftszeiten der Arbeitslohn um 5 Prozent, der Profit dagegen um 30 Prozent, so hat der verhältnismäßige, der relative Arbeitslohn nicht zugenommen, sondern abgenommen.“
„Selbst die günstigste Situation für die Arbeiterklasse, möglichst rasches Wachsen des Kapitals, so sehr sie das materielle Leben des Arbeiters verbessern mag, hebt den Gegensatz zwischen seinen Interessen und den Bourgeoisinteressen, den Interessen des Kapitalisten nicht auf. Profit und Arbeitslohn stehen nach wie vor in umgekehrtem Verhältnis. Ist das Kapital rasch anwachsend, so mag der Arbeitslohn steigen; unverhältnismäßig schneller steigt der Profit des Kapitals. Die materielle Lage des Arbeiters hat sich verbessert, aber auf Kosten seiner gesellschaftlichen Lage. Die gesellschaftliche Kluft, die ihn vom Kapitalisten trennt, hat sich erweitert. Endlich: Günstigste Bedingung für die Lohnarbeit ist möglichst rasches Wachstum des produktiven Kapitals, heißt nur: Je rascher die Arbeiterklasse die ihr feindliche Macht, den fremden, über sie gebietenden Reichtum vermehrt und vergrößert, unter desto günstigeren Bedingungen wird ihr erlaubt, von neuem an der Vermehrung des bürgerlichen Reichtums, an der Vergrößerung der Macht des Kapitals zu arbeiten, zufrieden, sich selbst die goldenen Ketten zu schmieden, woran die Bourgeoisie sie hinter sich herschleift.“

### 5. Artikel vom 11. April
Weil er der Behauptung der bürgerlichen Ökonomen, dass ein Wachstum des produktiven Kapitals (d. i. das in den Produktionsprozess reinvestierte Kapital) den Arbeitslohn anhebt, nicht folgt, da, wie er meint, die (historisch aus dem Städtebürgertum hervorgegangene) Bourgeoisie zu aufgeklärt sei und zu gut rechne, „um die Vorurteile des Feudalen zu teilen, der mit dem Glanze seiner Dienerschaft prunkt“ (S. 35), einfach weil ihre Existenzbedingungen sie dazu zwingen – auch dem Klassenfeind wird Verständnis entgegengebracht –, wirft Marx in diesem letzten Artikel ebendiese jetzt näher zu untersuchende Frage auf: „Wie wirkt das Wachsen des produktiven Kapitals auf den Arbeitslohn?“ (S. 36).
Bevor Marx jedoch an die eigentliche Beantwortung der Frage geht, untersucht er zunächst ihre Vorbedingung, das Wachstum des produktiven, bürgerlichen Kapitals. Dieses kann auf dreifacher Weise: „durch größere Teilung der Arbeit, durch Anwendung und Verbesserung neuer Maschinen, durch vorteilhaftere und massenhaftere Ausbeutung der Naturkräfte“ (S. 36) gesteigert werden. Dieses Wachstum, diese Vermehrung der Kapitalien bewirkt jetzt (zunächst einmal) eine Erhöhung der Konkurrenz unter den Kapitalisten, den Produktionsmittelbesitzenden, nachdem es zuvor den Druck auf den einzelnen Kapitalisten gesteigert hat, denn, da er jetzt zum selben Produktionspreis mehr produzieren und damit billiger anbieten kann, muss er dieses Mehr an Produkten auch verkaufen, es hat sich „das Bedürfnis des Absatzes für ihn ausgedehnt“ (S. 36) und „schwierigere Bedingungen der Verwertung seines Kapitals“ (S. 38) sind aufgetreten. Zusätzlich bewirkt der Konkurrenzdruck unter den Kapitalisten, dass nicht nur der Einzelne den Produktionsvorteil behält – über kurz oder lang werden
„andre wetteifernde Kapitalisten  […] dieselben Maschinen, dieselbe Teilung der Arbeit ein[‚führen‘], führen sie auf derselben oder größrer Stufenleiter ein, und diese Einführung wird so allgemein werden, bis der Preis der [Ware] nicht nur unter ihre alten, sondern unter ihre neuen Produktionskosten herabgesetzt ist.“ (S. 37.)
Wie vor der Einführung der neuen effizienteren Produktionsmittel konkurrieren die Produzenten/Anbieter jetzt also wieder mit gleicher Ausstattung ihrer Produktionskraft, nur dass „sie jetzt gezwungen [‚sind‘], unter dem alten Preis das doppelte Produkt zu liefern“ (S. 37). Und diese den gesamten Weltmarkt beherrschende Dynamik bleibt nach diesem eben beschriebenen einmaligen Umlauf nicht stehen, mit jeder technologischen Neuerung werden neue potentere Maschinen eingeführt, mit jedem wissenschaftlichen Durchbruch werden die Naturkräfte effizienter ausgebeutet und in der Folge die Arbeit stets aufs Neue geteilt.
„Wir sehn, wie so die Produktionsweise, die Produktionsmittel beständig umgewälzt, revolutioniert werden, wie die Teilung der Arbeit größre Teilung der Arbeit, die Anwendung der Maschinerie größre Anwendung der Maschinerie, das Arbeiten auf großer Stufenleiter Arbeiten auf größerer Stufenleiter notwendig nach sich zieht.“ (S. 37)
Im selben Maß, in dem das Produktionsinstrument immer teurer wird (Ankauf neuer und immer neuerer Maschinen), wird der Preis der Ware immer billiger, sodass, um die Produktionskosten zu ersetzen – unterliegen die Wirtschaftsakteure doch dem „Gesetz, welches innerhalb der Schwankungen der Handelsepochen den Preis einer Ware notwendig zu ihren Produktionskosten ausgleicht“ und haben ihm unbedingt zu folgen –, „ein massenhafterer Verkauf jetzt nötig ist“ (S. 38).
„Das ist das Gesetz, das die bürgerliche Produktion stets wieder aus ihrem alten Geleise herauswirft und das Kapital zwingt, die Produktionskräfte der Arbeit anzuspannen, weil es sie angespannt hat, das Gesetz, das ihm keine Ruhe gönnt und beständig zuraunt: Marsch! Marsch!“ (S. 37 f.)
Nach dieser Klärung der Geschehnisse auf Seiten der Kapitalisten – das Wachsen des produktiven Kapitals – kann Marx nun endlich darangehen, die eigentliche Frage – dessen Wirkung auf den Arbeitslohn – zu beantworten, jedoch nicht ohne vorher dieselbe Frage, wenn auch variiert, noch einmal zu stellen: „Wie aber wirken diese Umstände, die von dem Wachsen des produktiven Kapitals unzertrennlich sind, auf die Bestimmung des Arbeitslohns ein?“ (S. 39). Entgegen der von ihm also bestrittenen bürgerlichen Behauptung der positiven Korrelation dieser beiden Faktoren konstatiert Marx (nun auch) eine Vermehrung der Konkurrenz unter den Arbeitern auf drei Ebenen, als deren Wirkung eine Verringerung des Lohns auftritt: zunächst „machen sich [‚{d}ie Arbeiter‘] Konkurrenz, indem einer sich wohlfeiler verkauft als der andre; [dann] machen [‚sie‘] sich Konkurrenz, indem einer die Arbeit von 5, 10, 20 verrichtet“ (S. 39), also ein einzelner Arbeiter allein die Arbeitsbelastung und den Konkurrenzdruck auszuhalten hat, den früher fünf, zehn oder zwanzig Arbeiter zusammen ertragen mussten, weil er jetzt die Arbeit dieser Arbeiteranzahl verrichtet und daher mit seiner Anstellung ebenso viele verdrängt, ohne aber das betreffende Mehrfache an Salär zu erhalten; und drittens vereinfacht sich die Arbeit infolge der Arbeitsteilung derart, dass
„[s]eine Arbeit [eine] allen zugängliche Arbeit [‚wird‘]. Es drängen daher Konkurrenten von allen Seiten auf ihn ein, und überdem erinnern wir, daß, je einfacher, je leichter erlernbar die Arbeit ist, je weniger Produktionskosten es bedarf, um sich dieselbe anzueignen, desto tiefer [‚sinkt‘] der Arbeitslohn […], denn wie der Preis jeder andern Ware ist er durch die Produktionskosten bestimmt.“ (S. 39.)
Marx konkludiert, dass „[i]n demselben Maße also, worin die Arbeit unbefriedigender, ekelhafter wird, in demselben Maße nimmt die Konkurrenz zu und der Arbeitslohn ab“ und dass „[j]e mehr er [der Arbeiter] arbeitet, um so weniger Lohn erhält er“, wobei vor allem „die Maschinerie“ maßgeblichen Anteil daran hat (S. 39). Es wird das Bild des „industriellen Krieg“ (S. 40) bemüht: dieser „Krieg hat das eigentümliche, daß die Schlachten in ihm gewonnen werden weniger durch Anwerben als durch Abdanken der Arbeiterarmee. Die Feldherren, die Kapitalisten, wetteifern untereinander, wer am meisten Industrie-Soldaten entlassen kann.“ (S. 40)
Zwar sagen die bürgerlichen Ökonomen, gegen die Marx opponiert, nicht, dass die von den neu eingeführten Maschinen verdrängten Arbeiter neue (adäquate) Beschäftigung finden würden, da dies zu offensichtlich nicht der Wahrheit entspräche, aber sie behaupten, dass dies „für andre Bestandteile der Arbeiterklasse, z. B. für den Teil der jungen Arbeitergeneration, der schon bereitstand, um in den untergegangenen Industriezweig einzutreten“ (S. 40) zuträfe. Sollte dies wahr sein, was Marx aber bestreitet – viel mehr meint er, darin tröstende Worte zu sehen, die die bürgerliche Ökonomie an die Kapitalisten richtet, deren Klasse, würde die der Lohnarbeiter durch die Maschinen verschwinden, ebenfalls unterginge –, dann würde aber der Lohn für diese neue Arbeit geringer sein. „[D]ie moderne Industrie [‚bringt‘] es mit sich, stets eine einfachere, untergeordnetere Beschäftigung der zusammengesetzten, höheren unterzuschieben.“ (S. 40), welche – wie oben schon dargestellt – schlechter bezahlt wird. Auch das Argument, dass durch den höheren Einsatz von Maschinen „die Beschäftigung der Arbeiter in der Maschinenfabrikation“ (S. 40) zunähme, kann Marx entkräften, indem er feststellt, dass „zum Fabrizieren von Maschinen […] höchst kunstvolle […] Maschinen […] angewandt [werden], gegenüber [denen] die in den Maschinenfabriken beschäftigten Arbeiter […] nur noch die Stelle von höchst kunstlosen Maschinen spielen“ (S. 41) können.
Durch diese „Bewegung […], schon vorhandne riesenhafte Produktionsmittel auf größerer Stufenleiter auszubeuten“ (S. 41), wird der kleine Industrielle, der damit nicht mehr Schritt halten kann, vernichtet; infolge seines Konkurses muss er „sich auf die Industrie werfen […] und [‚hilft‘] damit die Kandidaten für das Proletariat vermehren“ (S. 41): „So wird der Wald der in die Höhe gestreckten und nach Arbeit verlangenden Arme immer dichter, und die Arme selbst werden immer magrer.“ (S. 41) Auch nehmen korrelierend mit der Ausdehnung der Produktenmasse, dem „Bedürfnis nach ausgedehnten Märkten“ (S. 42) die Krisen – „die industriellen Erdbeben“ (S. 41) – zu:
„Sie werden häufiger und heftiger schon deswegen, weil […] der Weltmarkt immer mehr sich zusammenzieht, immer weniger neue Märkte zur Exploitation übrigbleiben, da jede vorhergehende Krise einen bisher uneroberten oder vom Handel nur oberflächlich ausgebeuteten Markt dem Welthandel unterworfen hat. [… G]anze Arbeiterhekatomben, die in den Krisen untergehn.“ (S. 42.)
Nach Klärung und Darstellung all dieser Sachverhalte nun kann Marx abschließend das Resümee ziehen, dass, „[j]e mehr das produktive Kapital wächst, desto mehr dehnt sich die Teilung der Arbeit und die Anwendung der Maschinerie aus. Je mehr sich die Teilung der Arbeit und die Anwendung der Maschinerie ausdehnt, um so mehr dehnt sich die Konkurrenz unter den Arbeitern aus, je mehr zieht sich ihr Lohn zusammen“ (S. 41) und die diesen 5. Artikel vom 11. April 1849 dominierende Frage nach dem wechselseitigen Verhältnis von Wachstum des produktiven Kapitals einerseits und Höhe des Arbeitslohn anderseits kann abschließend folgendermaßen beantwortet werden:
„Wir sehn also: Wächst das Kapital rasch, so wächst ungleich rascher die Konkurrenz unter den Arbeitern, d.h. desto mehr nehmen verhältnismäßig die Beschäftigungsmittel, die Lebensmittel für die Arbeiterklasse ab, und nichtsdestoweniger ist das rasche Wachsen des Kapitals die günstigste Bedingung für die Lohnarbeit.“ (S. 42.)

## Wirkung
Alfred Müller entnimmt dem Text eine Reihe von Argumenten für das Gesetz des tendenziellen Falls der Profitrate.